# Beth Carvalho
Beth Carvalho, pseudonimo di Elizabeth Santos Leal de Carvalho (Rio de Janeiro, 5 maggio 1946 – Rio de Janeiro, 30 aprile 2019), è stata una cantante, politica e compositrice brasiliana attiva dagli anni settanta e scopritrice di altri colleghi artisti di talento come Jorge Aragão, Arlindo Cruz, Almir Guineto, Zeca Pagodinho, Luiz Carlos da Vila e il gruppo Fundo de quintal.

## Biografia

### Infanzia
Nata nel 1946 a Rio de Janeiro da João Francisco Leal de Carvalho e Maria Nair Santos Leal, che generarono anche un'altra figlia, Vania. Decise di diventare musicista quasi per caso, dopo aver ricevuto in regalo una chitarra da sua madre, compositrice per pianoforte.

### Carriera
Cominciò a cantare e suonare, accompagnata dal padre, nelle feste di quartiere a Rio de Janeiro, influenzata dalla Bossa Nova.
Nel 1964, il padre venne esiliato dalla dittatura militare per le sue idee progressiste. Beth, per mantenere la famiglia, iniziò a insegnare musica a Rio de Janeiro. Fu attiva in vari eventi politici, culturali e sociali. Incise dischi contenenti canzoni samba e MPB dal 1965 fino al 2011.

### Attivismo
Antifascista e convinta comunista, si iscrisse al PDT; appoggiò Luiz Inácio Lula da Silva in tutte le sue campagne elettorali: fece anche parte del coro che cantava Lula Lá nel 1989. Nel 2010 sostenne la candidatura di Dilma Rousseff alla presidenza. Appoggiò anche il MST  ed espresse la sua ammirazione per Leonel Brizola, Fidel Castro e Hugo Chávez

### Morte
È scomparsa nell'aprile 2019, qualche giorno prima del suo 73eesimo compleanno, a seguito di un'infezione generalizzata: era ricoverata in ospedale dal gennaio precedente.

## Vita privata
Si sposò nel 1979 col giocatore di calcio Édson de Souza Barbosa, che fece anche parte della nazionale. Il 22 febbraio 1981 mise al mondo Luana, cantante e attrice. Separatasi dopo qualche anno dal marito, ebbe altre relazioni. Abitava a Rio de Janeiro, nel quartiere São Conrado. 
Era tifosa del Botafogo.

## Discografia

### Album in studio
- 1965 - Porque Morrer de Amor? (RCA Victor)
- 1966 - Muito na Onda (Copacabana)
- 1969 - Andança (Odeon)
- 1971 - Beth Carvalho: Especial (Odeon)
- 1971 - Amor, amor (Tapecar)
- 1973 - Canto Para Um Novo Dia (Tapecar)
- 1974 - Pra Seu Governo (Tapecar)
- 1975 - Pandeiro e Viola (Tapecar)
- 1976 - Mundo Melhor (RCA Victor)
- 1977 - Nos Botequins da Vida (RCA Victor)
- 1978 - De Pé No Chão (RCA Victor)
- 1979 - No Pagode (RCA Victor)
- 1980 - Sentimento Brasileiro (RCA Victor)
- 1981 - Na Fonte (RCA Victor)
- 1982 - Traço de União (RCA Victor)
- 1983 - Suor no Rosto (RCA Victor)
- 1984 - Coração Feliz (RCA Victor)
- 1985 - Das Bençãos Que Virão Com Os Novos Amanhãs (RCA Victor)
- 1986 - Beth (RCA Victor)
- 1987 - Beth Carvalho Ao Vivo em Montreux (RCA Victor)
- 1988 - Toque de Malícia (RCA)
- 1988 - Alma do Brasil (Philips)
- 1989 - Saudades da Guanabara (Polygram)
- 1991 - Beth Carvalho Ao Vivo no Olímpia (Som Livre)
- 1991 - Intérprete (Polygram)
- 1992 - Pérolas - 25 Anos de Samba (Som Livre)
- 1993 - Beth Carvalho Canta o Samba de São Paulo (Velas)
- 1994 - Beth Carvalho Canta o Samba de São Paulo Vol.II (Velas)
- 1996 - Meus Momentos (EMI)
- 1996 - Brasileira da Gema (Universal)
- 1998 - Pérolas do Pagode (Som Livre/Polydor)
- 1999 - Pagode da Mesa - Ao Vivo (Universal)
- 2000 - Pagode da Mesa 2 - Ao Vivo (Indie Records)
- 2000 - Os Melhores do Ano Vol. II" (Indie Records)
- 2001 - Nome Sagrado - Beth Carvalho Canta Nelson Cavaquinho(Jam Music)
- 2003 - Beth Carvalho Canta Cartola (BMG)
- 2004 - Beth Carvalho - A Madrinha do Samba Ao Vivo Convida (Indie Records)
- 2005 - Beth Carvalho e Amigos (BMG Brasil)
- 2011 - Nosso Samba Tá Na Rua (Andança/EMI)

### DVD
- 2004 - Beth Carvalho - A Madrinha do Samba Ao Vivo Convida (Indie Records)
- 2006 - Beth Carvalho - 40 Anos de Carreira Ao Vivo no Theatro Municipal (Indie Records)
- 2008 - Beth Carvalho Canta o Samba da Bahia (Andança/EMI)

## Spettacoli
- 1968 - III Festival Internacional da Canção, assieme al gruppo Golden Boys - Maracanãzinho, Rio de Janeiro.
- 1969 - Olimpiade della canzone - Grecia
- 1969 - IV Festival Internacional da Canção - Maracanãzinho, Rio de Janeiro
- 1979 - Show Beth Carvalho - al Cine Show Madureira, Rio de Janeiro
- 1987 - Beth Carvalho dal vivo, Montreux
- 1991 - Show di Beth Carvalho - alla casa Show Olímpia, São Paulo
- 1999 - Pagode de mesa - a Rio de Janeiro
- 1999 - Esquina carioca, assieme a Walter Alfaiate, Moacyr Luz, Luiz Carlos da Vila, Nelson Sargento, Dona Ivone Lara, nel locale Bar Pirajá di São Paulo
- 2000 - Show de Jorge Aragão - Olimpo, Rio de Janeiro
- 2000 - Beth Carvalho e la batteria della Mangueira - Olimpo, Rio de Janeiro
- 2000 - Pagode de mesa 2 - Tom Brasil, São Paulo
- 2001 - Nome sagrado - Teatro Rival, Rio de Janeiro
- 2003 - Alma feminina, di Eliane Faria, assieme ad Ademilde Fonseca - Teatro Rival
- 2003 - Beth Carvalho e il gruppo "A fina flor do samba" - Centro Cultural Carioca - Rio de Janeiro
- 2004 - Projeto da idade do Mundo - Centro Cultural Banco do Brasil - Brasilia, DF
- 2005 - Beth Carvalho e altri: Almir Guineto, Luiz Carlos da Vila, Zeca Pagodinho, Dudu Nobre, Dona Ivone Lara, Vó Maria e Jongo da Serrinha - Theatro Municipal do Rio de Janeiro, RJ
- 2006 - Beth Carvalho al Mineirão canta Vou Festejar davanti a 75.000 tifosi dell'Atlético Mineiro,
- 2006 - Beth Carvalho - Theatro Municipal do Rio de Janeiro, RJ
- 2006 - Beth Carvalho - Teatro SESI - Porto Alegre, RS - Progetto Samba no Teatro
- 2006 - Beth Carvalho 60 anos - Canecão - Rio de Janeiro
- 2006 - Beth Carvalho canta il samba Bahiano - Teatro Castro Alves - Salvador, BA
- 2007 - Beth Carvalho canta il samba Bahiano - Canecão - Rio de Janeiro